# Ingeborg Kruse
Ingeborg Kruse (* 11. Februar 1936 in Martfeld; † 23. August 2002 in Norden) war eine deutsche Diakonin, Religionspädagogin und Schriftstellerin. In ihren Büchern, Einzelveröffentlichungen und Vorträgen hat sie sich vor allem mit dem Thema „Frauen in der Bibel“ beschäftigt.

## Leben
Ingeborg war die Tochter des Landwirtschaftsehepaars Dunker aus Martfeld (Grafschaft Hoya). In Bremen besuchte sie zunächst das Gymnasium, das sie aber nach kurzer Zeit aus wirtschaftlichen Gründen verlassen musste. Ingeborg wechselte danach auf die Höhere Handelsschule.
Im Alter von 19 Jahren heiratete sie den Vikar und späteren Pastoren Focko Kruse. Das Paar hatte einen Sohn und zwei Töchter. Zunächst lebte die Familie in Isenbüttel und anschließend in Wechhold. 1973 nahm sie ein Fernstudium für Diakone und Diakonissen auf, nachdem die Evangelisch-lutherische Landeskirche Hannovers erstmals Frauen zu diesem Beruf zugelassen hatte. 1975 schloss sie das Studium, das vom Lutherstift in Falkenburg bei Ganderkesee angeboten wurde, mit dem Examen ab. Kurz darauf zog sie mit ihrer Familie nach Norden, wo ihr Mann eine Pastorenstelle annahm, während sie von 1975 bis 1996 als Diakonin arbeitete und sich dabei vor allem der Jugend-, Frauen- und Bildungsarbeit widmete. Darüber hinaus nahm sie zahlreiche Lehraufträge an. Für mehrere Semester unterrichtete sie feministische Theologie an der evangelischen Fachhochschule Hannover. Zudem trat sie bei mehreren Kirchentagen auf und wurde so überregional bekannt. In ihrer Freizeit hatte sie schon lange Kurzgeschichten und Gedichte geschrieben. Nach ihrem Eintritt in den Ruhestand intensivierte sie ihre schriftstellerischen Aktivitäten. Ihr Buch „Mädchen, wach auf! Frauengeschichten aus dem Neuen Testament“ wurde auch ins Japanische übersetzt. Von 1996 bis 2001 war sie Vorsitzende des Arbeitskreises ostfriesischer Autorinnen und Autoren. 2002 starb sie 66-jährig an einer unheilbaren Krankheit.

## Werke
- Johanna von Ingelheim. Das wahre Leben der Päpstin Johanna: Eine Biographie. 1. Auflage. Berlin 2002, ISBN 978-3-7466-8074-3
- Frauenkonkordanz zur Bibel. Kreuz, Stuttgart 2001, ISBN 3-7831-1898-0
- Unter dem Schleier – ein Lachen die schönsten Frauengeschichten der Bibel. Stuttgart 1999, ISBN 978-3-7831-1673-1
- Gütiger Himmel Roman. Ungekürzte Ausg. Auflage. München 1998, ISBN 978-3-423-20126-1
- Und Priska liess sich nicht beirren Frauengeschichten aus dem frühen Christentum. Gütersloh 1994, ISBN 978-3-579-00541-6
- Mädchen, wach auf! Frauengeschichten aus dem Neuen Testament. 1. Aufl., (1.–8. Tsd.). Stuttgart 1989, ISBN 978-3-7831-0964-1
- Mirjams Lied: Frauen und Mädchen in den Geschichten der Bibel. Gabriel, Wien 2000, ISBN 3-7072-6622-2